# Ibtissame Azzaoui
Ibtissame Azzaoui (en arabe : ابتسام عزاوي), née le 13 avril 1987, est une ingénieure et femme politique marocaine. 
Députée de Rabat entre 2016 et 2021, elle est actuellement membre du conseil municipal de Rabat et de l'arrondissement Agdal-Ryad.   

## Biographie

### Parcours et études
Elle est diplômée de l'Ecole Hassania Des Travaux Publics et diplômée de  École centrale Paris.  

### Elections 2016
Lors des élections législatives marocaines de 2016, elle est élue députée dans la liste nationale, avec le Parti authenticité et modernité.  
Elle fait partie du groupe parlementaire du même parti, et rejoint la Commission des affaires étrangères, de la défense nationale, des affaires islamiques et des MRE. 

### Élections 2021
Depuis 2021, elle est membre du Conseil Municipal de Rabat et du conseil d'arrondissement Agdal-Hay Riad.  